# Pimpinone (Albinoni)
Pimpinone o Vespetta e Pimpinone es un Intermezzo  u ópera cómica en tres actos con música de Tomaso Albinoni y libreto en italiano de Pietro Pariati. Se estrenó en el Teatro San Cassiano de Venecia el 26 de noviembre de 1708.

## Historia
Pertenece a un género operístico propio del Barroco, el Intermezzo , que se desarrollaba en los entreactos de las óperas serias. En este caso, se representó entre acto y acto de la ópera Astarto, dramma per musica en tres actos del mismo Tomaso Albinoni, con libreto de Apostolo Zeno y Pietro Pariati. Gozó de gran notoriedad en las tres décadas siguientes, representándose también fuera de Italia en lugares como Viena.
Esta ópera rara vez se representa en la actualidad; en las estadísticas de Operabase aparece con sólo una representación en el período 2005-2010, siendo la más representada de Albinoni.

## Argumento
Al igual que ocurre con el más célebre de los intermezzi operísticos, La serva padrona de Pergolesi, Pimpinone tiene como protagonista a una criada que engaña a su patrón para conseguir que él se case con ella. Una vez casados, revela su verdadero carácter, voluble y dada a los gastos, sin que Pimpinone pueda hacer nada más que arrepentirse en vano de su precipitada decisión.

## Grabaciones
| Año  | Elenco (Vespetta, Pimpinone)                              | Director, Teatro y orquesta                       | Sello discográfico |
| ---- | --------------------------------------------------------- | ------------------------------------------------- | ------------------ |
| 2010 | Oda Hochscheid (mezzosoprano), Luciano Miotto (barítono)  | Michele Nitti, Orquesta Barroca Giuseppe Nicolini | Bongiovanni        |
| 1980 | Elena Zilio (mezzosoprano), Domenico Trimarchi (barítono) | Claudio Scimone, I Solisti Veneti                 | Fonit-Cetra Italia |
| 2002 | Edit Károly (soprano), Viktor Massanyi                    | Pál Németh, Orquesta Barroca Savaria              | Hungaroton.        |